# Wesmaelius yukonensis
Wesmaelius yukonensis är en insektsart som beskrevs av Jan Klimaszewski och Douglas Keith McEwan Kevan 1987. Wesmaelius yukonensis ingår i släktet Wesmaelius och familjen florsländor. Inga underarter finns listade i Catalogue of Life.